# Szőcs Bernadette
Szőcs Bernadette Cynthia (Marosvásárhely, 1995. március 5. – )  romániai magyar asztaliteniszező. 2017-ben és 2019-ben csapatversenyben, 2022-ben párosban Európa-bajnok lett, 2018-ban pedig megnyerte az Európa Top 16-ot.

## Sportpályafutása
2011 szeptemberében Argentínába utazott a World Junior Circuit elnevezésű versenyre, ahol legyőzte Kasumi Ishikawát, és megszerezte a versenysorozat első helyét.
2012 júliusában az 5. helyen végzett az ITTF World Junior Circuiton.
Szőcs a T2 alakuló szezonjában megnyerte az egyes versenyt, a döntőben Feng Tianvejt győzte le.
2019 augusztusában 14. helyen jegyezték a Nemzetközi Asztalitenisz Szövetség rangsorában, és első helyen az Európai Asztalitenisz Unió ranglistáján. Júliusban a T2 Diamond elnevezésű versenyen elsőként használt színes gumit - rózsaszínűt.
2021-ben első nemzetközi mérkőzésén legyőzte a második helyen kiemelt, világranglistán szereplő Cseng I-Csinget a dohai WTT Contender 32-es főtábláján.
2021-ben a tokiói olimpián vegyes párosban a negyeddöntőig jutott.
Klubja a bukaresti CSA Steaua.

## Család
Bátyja, Szőcs Hunor szintén asztaliteniszező. 